# Jerzy Szyndler
Jerzy Szyndler, pseud. Michał, Jan, Wojciechowski, Kazimierski (ur. 17 listopada 1898 w Warszawie, zm. 3 września 1944 tamże) – polski aktor, reżyser oraz publicysta teatralny, powstaniec warszawski i działacz Związku Syndykalistów Polskich.

## Życiorys
W okresie 1915–1916 udzielał się w Kole Dramatycznym Handlowców w Warszawie. Studiował filozofię na Uniwersytecie Warszawski, a także uczył w Szkole Dramatycznej, którą ukończył w 1919. W 1920 występował w warszawskim teatrze YMCA, a następnie w sezonie 1920/21 i 1921/22 w Teatrze Narodowym w Toruniu. Był to pierwszy i wówczas jedyny dramatyczny teatr narodowy w Polsce. Funkcję dyrektora pełnił wówczas Franciszek Frączkowski, którego nominował sam premier Wincenty Witos. Uroczyste otwarcie teatru odbyło się 28 listopada 1920, a pierwszą zagraną w nim sztuką była Zemsta za mur graniczny Aleksandra Fredry, gdzie Jerzy Szyndler wcielił się w rolę Wacława.
Jerzy Szyndler następnie występował kolejno w sezonach: 1922/23 w łódzkim Teatrze Miejskim, 1923/24 i 1924/25 w poznańskim Teatrze Nowym, 1925/26 w Teatrze im. Wojciecha Bogusławskiego w Warszawie, 1926-30 we lwowskim Teatrze Miejskim, 1930/31 i 1931/ 32 w Teatrze im. Słowackiego w Krakowie, 1932/33 i 1933/34 ponownie w łódzkim Teatrze Miejskim, 1934/35 w Teatrze Miejskim w Toruniu, 1935/36 i 1936/37 w Teatrze Miejskim w Bydgoszczy, 1937/38 w ponownie lwowskim Teatrze Miejskim, 1938/39 w poznańskim Teatrze Polskim.
Jako reżyser zaczął pracować już podczas sezonu 1921/22 w Toruniu, gdzie jako pomocnik reżysera – którym był Mieczysław Szpakiewicz – pomagał przy wystawianiu Balladyny. Następnie karierę reżyserską kontynuował we Lwowa, Poznania, Łodzi i Bydgoszczy. Reżyserował m.in. Sprawę Jakubowskiego (1930), Pannę Maliczewską i "Wesele" (1932), Most (1935), Orfeusza w piekle, Balladynę, Zburzenie Jerozolimy (1936), Spazmy modne (1938). Dużą popularnością cieszyła się wyreżyserowana przez niego inscenizacja Wesela Stanisława Wyspiańskiego.
Pisał artykuły na temat teatru m.in. do „Sceny Polskiej” i „Kuriera Porannego”.

### II wojna światowa
Po wybuchu II wojny światowej przebywał w Warszawie, gdzie związał się ze Związkiem Syndykalistów Polskich. Razem z  Edmundem Szafrańskim reprezentował podziemną komórkę Związku Artystów Scen Polskich. W połowie maja 1943 aresztowany został kierownik Wydziału Prasowego ZSP Stefan Kapuściński, którego kilkanaście dni później rozstrzelano w ruinach warszawskiego getta. Jego obowiązki w Wydziale Prasowym przejął Jerzy Szyndler.
W czasie powstania warszawskiego dowództwo 104 Kompanii Syndykalistów postanowiło o przeniesieniu dotychczasowej drukarni do nowej siedziby przy ul. Świętojerskiej 10. Tam powstała redakcja gazety „Iskra”, która miała stanowić biuletyn informacyjny dla powstańców. Na redaktora naczelnego został mianowany Jerzy Szyndler. Gazeta wychodziła dwa – a niekiedy nawet trzy – razy dziennie. Poranne wydanie zawierało przeważnie informacje z nocnych nasłuchów radiowych oraz krótką analizę sytuacji na Starym Mieście z poprzedniego dnia. Popołudniowe wydanie zwierało informacje poranne, ciekawostki ze świata, a także dział poszukiwań rodzin. Wieczorne wydanie natomiast zawierało sprawozdanie z walk na Starym Mieście z dnia bieżącego, najnowsze informacje z nasłuchów radiowych - także z artykułami problemowymi.
Był autorem wydanej w czasie wojny konspiracyjnej broszury Teatr w państwie społecznym.
Zginął w czasie Powstania Warszawskiego na Starym Mieście jako sierżant 104 Kompanii Syndykalistów.